# Křtiny
Křtiny (in tedesco Kiritein) è un comune mercato della Repubblica Ceca facente parte del distretto di Blansko, in Moravia Meridionale.